# Oblaten van de Onbevlekte Maagd Maria
De Oblaten van de Onbevlekte Maagd Maria (Congregatio Missionariorum Oblatorum Beatae Mariae Virgini Immaculatae) (OMI) is een katholieke congregatie. De congregatie heeft als opdracht het uitvoeren van zendingsmissies buiten Europa, volksmissies en andere prediking, leiding van werken en onderwijs.
De congregatie werd in 1816 opgericht te Aix-en-Provence (Fr.) door de heilige Eugène de Mazenod (1782-1861), de latere bisschop van Marseille. Zijn congregatie werd officieel erkend door paus Leo XII op 17 februari 1826. De congregatie verspreidde zich ten slotte over de gehele wereld na aanvankelijk met de missioneringsarbeid in Zuid-Afrika, Sri Lanka (vroeger Ceylon) en Canada te zijn begonnen. De congregatie telt rond de 3800 leden. 

## België-Nederland
De provincie België-Nederland heeft vestigingen in België in De Panne (sinds 1906) en Blanden, in Nederland in Cuijk (NB) en voorheen in Santpoort-Zuid (NH). De provincie wordt geleid vanuit Blanden en provinciaal is pater Daniël Coryn, O.M.I..
Voor 1905 was er ook een vestiging in Koekelberg die dienst deed als voorlopige Basiliek van het Heilig-Hart.

## Zuid-Afrika
Sinds 1998 is er één oblatenprovincie voor heel Zuid-Afrika. Voordien was een deel van het land nog een delegatie van de Belgische oblatenprovincie.

## Congregatieleden
- Robrecht Boudens (1920-2003), Belgisch priester en historicus;
- Frans Claerhout (1919-2006), Belgisch priester-missionaris;
- Francis Eugene George (1937-2015), Amerikaans kardinaal; provinciaal en vicaris-generaal van de orde;
- Sebastian Koto Khoarai (1929-2021), Lesothaans bisschop en kardinaal;
- Roger Vandersteene (1918-1976), Belgisch priester-missionaris;
- Frans Van De Velde (1909-2002), Belgisch priester-missionaris;
- Jean-Marie-Rodrigue Villeneuve (1883-1947, Canadees hoogleraar, aartsbisschop en kardinaal;
- Marcello Zago (1932-2001), Italiaans curiebisschop en algemeen-overste (1986-1998) van de orde.